# Pieve dei Santi Filippo e Giacomo
La pieve dei Santi Filippo e Giacomo è il principale luogo di culto di Castelnuovo dell'Abate, frazione di Montalcino.

## Storia e descrizione
Aveva anticamente il titolo di San Giovanni, che mutò nell'attuale all'inizio del XV secolo. All'interno si trovano due affreschi di Ventura Salimbeni, uno sulla controfacciata raffigurante il Martirio di santa Caterina d'Alessandria, l'altro sulla lunetta del portale laterale, datato 1597, che raffigura il Beato Pietro Petroni. La chiesa è stata decorata nel 1938 in stile neogotico.